# Plunturan
Plunturan is een bestuurslaag in het regentschap Ponorogo van de provincie Oost-Java, Indonesië. Plunturan telt 2925 inwoners (volkstelling 2010).